# Epigonus glossodontus
Epigonus glossodontus är en fiskart som beskrevs av Gon, 1985. Epigonus glossodontus ingår i släktet Epigonus och familjen Epigonidae. Inga underarter finns listade i Catalogue of Life.